# 无茎条果芥
无茎条果芥（学名：Parrya exscapa）为十字花科条果芥属下的一个种。

## 扩展阅读
- 維基物種上的相關：无茎条果芥